# Marc Legros
Marcus (Marc) Legros (Ukkel, 2 juli 1946) is een Belgisch voormalig hockeyer.

## Levensloop
Legros was actief bij Parc HC en Royal Uccle Sport. In seizoen 1969-'70 werd hij verkozen tot Gouden Stick.
Daarnaast maakte hij deel uit van het Belgisch hockeyteam, waarmee hij onder meer deelnam aan de Olympische Zomerspelen van 1968 en 1972.
Na zijn spelerscarrière was hij onder meer actief bij Parc HC.